# 408 a.C.

## Eventos
- 93a olimpíada:[1]
  - Eubato de Cirene, vencedor do estádio;
  - Polidamante de Escotussa, vencedor do pancrácio. Ele era um homem corpulento que, na corte do rei persa Oco (Dario II ou Artaxerxes III) matava leões e lutava desarmado contra homens armados. Ele também conseguia parar carros de corrida em velocidade de carga;
  - Incluída a corrida de carros puxados por dois cavalos. O vencedor foi Evágoras de Élida.[Nota 1]
- Públio Cornélio Cosso, Caio Júlio Julo e Caio Servílio Estruto Aala, tribunos consulares em Roma.
- Atenas recupera Calcedônia.
- Eurípides escreve Orestes e Os Ciclopes
- Os cidadãos de Rodes se unem e começam a construção da nova cidade de Rodes.

## Nascimentos
- Eudoxo de Cnido, antigo matemático e astrônomo, discípulo de Pitágoras.
- Dion, aluno de Platão e tirano de Siracusa.

## Mortes
- Pleistoanax, rei de Esparta.